# Jupiler
La Jupiler è una birra chiara a bassa fermentazione prodotta dal birrificio Piedboeuf (oggi gruppo Anheuser-Busch InBev, anticamente Interbrew e fino al 2008 InBev) a Jupille, nella Provincia di Liegi in Vallonia (Belgio).
La Jupiler è una birra relativamente giovane: fu lanciata da Piedboeuf nel 1966 ed è divenuta la numero uno nelle marche di birra pils in Belgio.
Ha anche dato il suo nome al campionato di calcio belga: la Jupiler League.

## Caratteristiche
- Ingredienti : malto, mais, acqua, luppolo, lievito
- Valore alcolico : 5,2%
- Temperatura ideale per l'uso: 6-8 °C
- Lo slogan di Jupiler è Les hommes savent pourquoi, che in italiano significa Gli uomini sanno perché.
- I vecchi di Liegi la nominano correntemente per l'espressione Un cadet!, che in francese indica una birra piccola (25 cl, una 33 cl era una birra grande).

## Varietà
- La Jupiler classica, di 5,2%
- La versione senza alcol : la Jupiler N.A.
- Nel marzo 2006 una nuova varietà ha fatto la sua apparizione : la Jupiler Blue, con 3,3% d'alcol.
- Ottobre 2008 una nuova varietà ha fatto la sua apparizione : la  Jupiler Tauro, con 8,3% d'alcol.